# Madugandí
Madungandí (oficialmente Comarca Guna de Madungandí) es una comarca indígena de Panamá, creada por y la Ley 24 del 12 de enero de 1996 a partir de territorios segregados del distrito de Chepo, al este de la provincia de Panamá.
En esta comarca indígena habita la etnia guna. Actualmente no está dividida en distritos y su capital es Akua Yala. Su superficie es de 2318,8 km² y colinda con el río y lago Bayano.

## Comunidades de Madugandí
En la comarca se encuentran 12 comunidades: Akua Yala, Ibedí, Pintupu, Icandí, Piria, Cuinupdi, Nargandí, Ogobnawila, Diwar Sikua, Capandi y Tabardi.

## Administración
Su funcionamiento, administración y organización están sujetos a la Constitución de Panamá a través del Órgano Ejecutivo.
El Congreso Nacional Guna, es la máxima autoridad tradicional de la comarca. La ley reconoce y garantiza, los congresos regionales y locales de conformidad con su tradición y su carta orgánica; siempre y cuando las decisiones que emanen de estos congresos, no sean contrarias a la Constitución y las leyes.
El cacique, que representa la autoridad superior tradicional de la comarca, es escogido por el Congreso General.
En cada una de las poblaciones que conforman la comarca existe un saila, que es escogido de acuerdo con los procedimientos que señala la carta orgánica.